# Award of Garden Merit

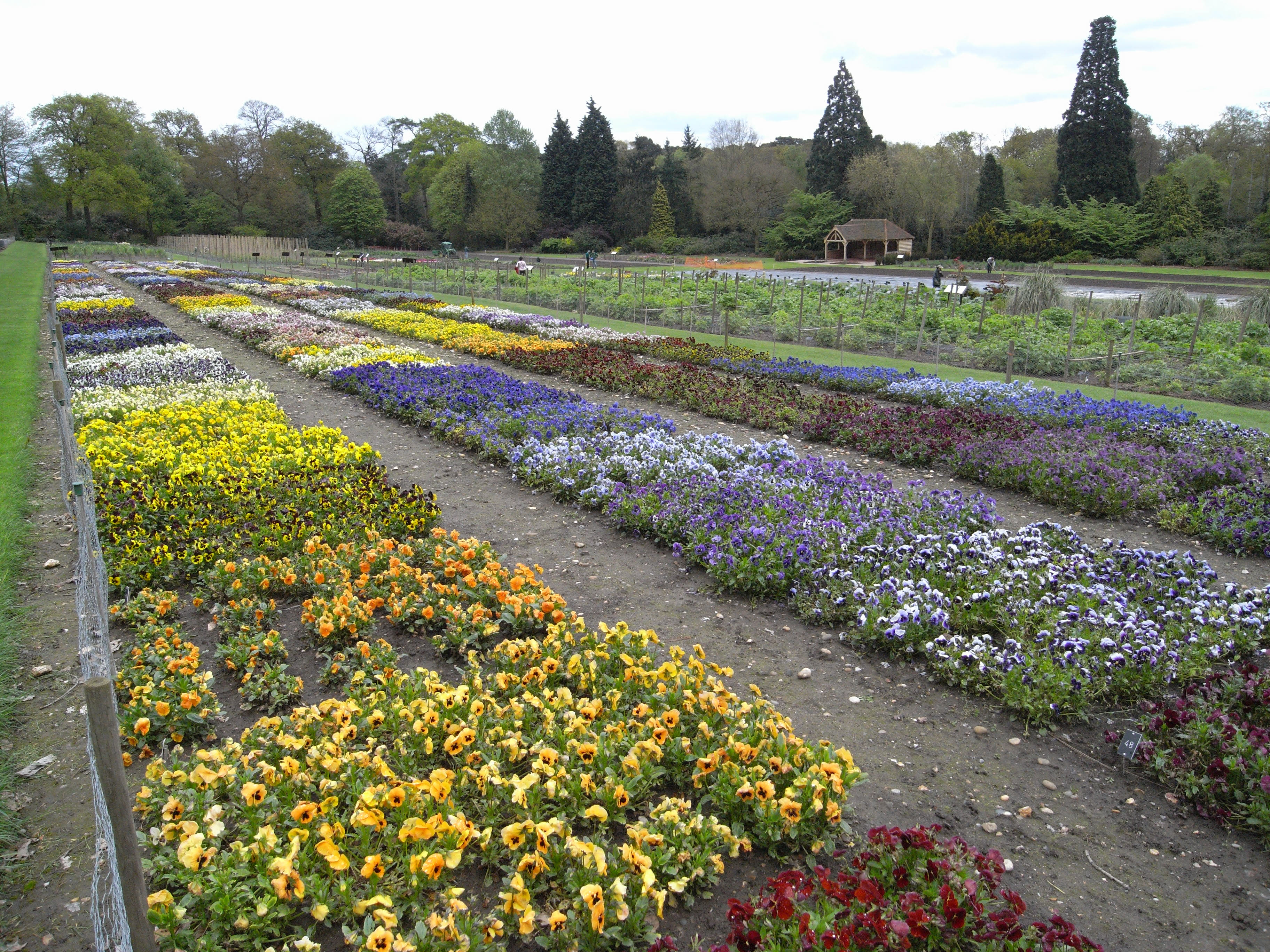
Assaigs de camp al RHS Wisley que mostra algunes varietats avaluades per al "Award of Garden Merit".

El Award of Garden Merit (Guardó al Mèrit en Jardineria), o AGM), és una marca de qualitat atorgada a les plantes de jardí per la Royal Horticultural Society (RHS) Britànica. Els guardons s'atorguen anualment en avaluacions de plantes destinades a jutjar el rendiment de les plantes en les condicions de creixement del Regne Unit. Les proves poden durar un o més anys, depenent del tipus de planta que s'està provant, i poden ser realitzades al RHS Garden, Wisley, o en altres jardins RHS o després de l'observació de plantes en col·leccions especialitzades. En cas d'haver estat guardonades les plantes han d'estar disponibles hortícolament, o substituïdes per unes cultivars de superiors qualitats.
Per a ser qualificades per al Award of Garden Merit, una planta
- Ha d'estar disponible hortícolament
- Ha de ser d'excelència excepcional per a la decoració del jardí o ús econòmic
- Ha de ser de bona constitució
- No ha de requerir condicions de creixement altament especialitzades o d'atenció
- No han de ser particularmente susceptibles a qualsevol plaga o malaltia
- No ha d'estar subjecta a un grau raonable de reversió.

El símbol del AGM representa un trofeu amb nanses amb forma de copa. Se cita junt amb una avaluació de la rusticitat de les plantes com segueix:
- 'H1' Requereix un hivernacle amb calefacció (hivernacle calent, la temperatura mínima de 15 °C; calent, mínima 10 °C; genial, mínim 2 °C)
- 'H2' Requereix un hivernacle sense calefacció
- 'H3' Rústega llevat d'algunes regions o situacions, o que - si bé generalment es cultiva en l'exterior a l'estiu - necessita protecció contra les gelades a l'hivern
- 'H4' Rústega al llarg de les Illes Britàniques
- 'H1-2' intermedi entre H1 i H2
- 'H2-3' intermedi entre H2 i H3
- 'H3-4' intermedi entre H3 i H4
- '+3' H1 L'exigència d'un hivernacle més calent que l'anterior, però a l'estiu pot ser cultivada fora.

Des de 1989, a França s'han convocat premis similars anomenats Mérites de Courson però no es fan proves tan extenses.